# ベスゴ (潜水艦)
ベスゴ (USS Besugo, SS/AGSS-321) は、アメリカ海軍の潜水艦。バラオ級潜水艦の一隻。艦名はスペイン語で「タイ」を指す言葉に由来する。

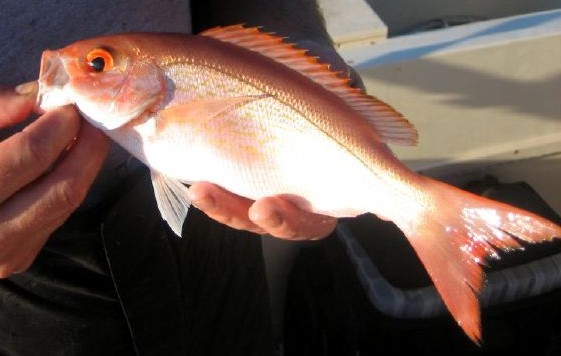
ベニフエダイ（プエルトリコの通称Besugo）

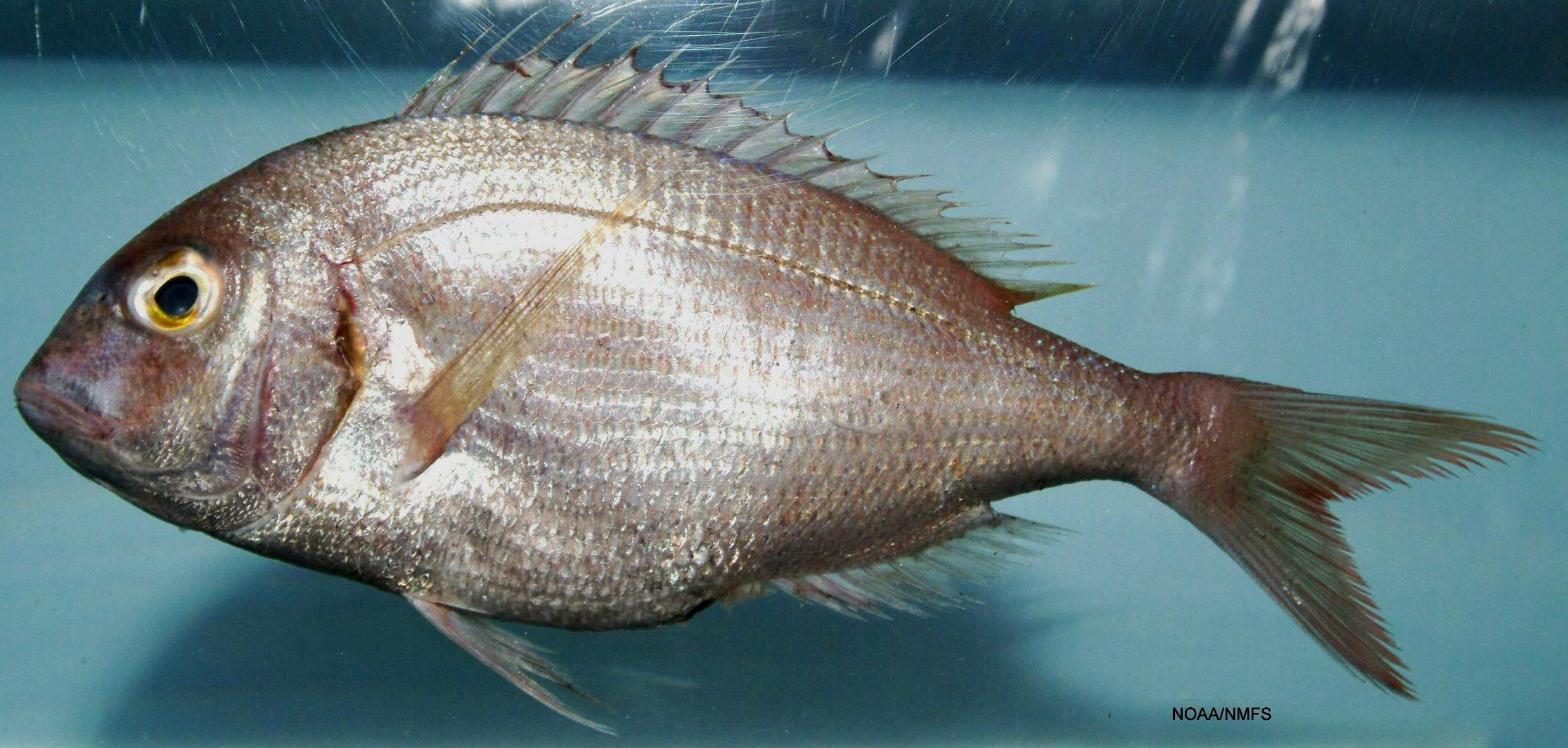
ヨーロッパマダイ（ベネズエラの通称Besugo）

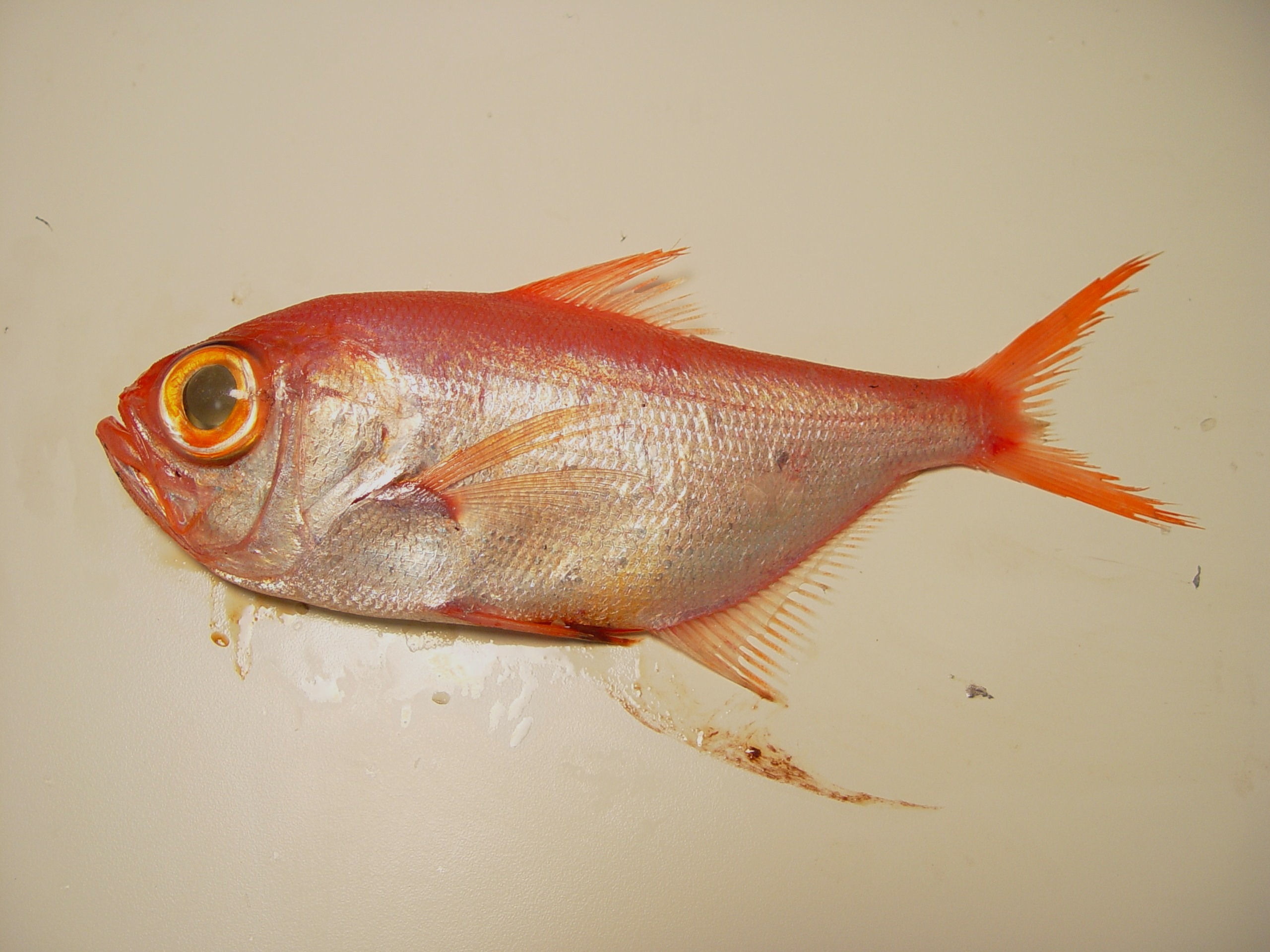
キンメダイ（スペインの通称Besugo）

## 艦歴
ベスゴは1943年5月27日にコネチカット州グロトンのエレクトリック・ボート社で起工した。1944年2月27日にP・J・ホーマー夫人によって命名、進水し、1944年6月19日に艦長トーマス・L・ウォーガン少佐（アナポリス1930年組）の指揮下就役する。太平洋艦隊に配属されたベスゴは、7月25日に真珠湾に到着した。

### 第1、第2の哨戒 1944年9月 - 12月
9月26日、ベスゴは最初の哨戒で日本近海に向かった。10月6日に監視艇を砲撃により撃沈。10月16日夜、ベスゴは都井岬沖で、2隻の重巡洋艦と思しき目標、実際は輸送任務に従事していた駆逐艦「涼月」を発見。発射した魚雷のうち、2本が「涼月」に命中した。艦首に1本が命中し爆発、 1番砲下に命中した魚雷は不発だったが第1弾薬庫に浸水、艦首の魚雷により18番フレームより前の艦首を切断、喪失。また、爆発の衝撃で右舷主機が故障した。しかし、涼月は沈没を免れ自力で呉に向かった。10月24日早朝、ベスゴは足摺岬沖でタンカー1隻と護衛艦を発見した。このタンカーはレイテ沖海戦に囮として行動した小沢治三郎中将率いる機動部隊に付属する第二補給部隊の仁栄丸（日東汽船、10,241トン）であった。ベスゴは魚雷を発射し、そのうちの1本が第132号海防艦の艦首に命中。第132号海防艦は火災を発生し、煙突から前を亡失したが沈没は免れた。この後第22号海防艦と浮上砲戦を交えて損傷した潜水艦サーモン (USS Salmon, SS-182)の援護や小沢艦隊の残存艦の追跡に従事した。11月5日、ベスゴは39日間の行動を終えてサイパン島に帰投した。
11月10日、ベスゴは2回目の哨戒で南シナ海に向かった。11月22日、ベスゴは北緯11度22分 東経119度07分 / 北緯11.367度 東経119.117度の地点で第151号輸送艦を撃沈した。この際、ベスゴは5,000トン級のタンカーも撃沈したと主張したが、最終的に認定されなかった。12月4日、ベスゴは23日間の行動を終えてフリーマントルに帰投した。

### 第3、第4、第5の哨戒 1944年12月 - 1945年7月
12月24日、ベスゴは3回目の哨戒で南シナ海およびタイランド湾方面に向かった。1945年1月6日、ベスゴは北緯04度30分 東経103度30分 / 北緯4.500度 東経103.500度の地点でサイゴンに向かっていたタンカー日栄丸（日東汽船、10,020トン）と3隻の護衛艦を発見し、日栄丸を撃沈した。1月24日には、北緯05度59分 東経103度48分 / 北緯5.983度 東経103.800度のマレー半島東岸クアンタン沖でヒ87船団を発見し、僚艦ブラックフィン (USS Blackfin, SS-322)とともにこれを攻撃。ブラックフィンが駆逐艦時雨を撃沈した後、ベズゴはタンカーさらわく丸（三菱汽船、5,135トン）を撃破した。
2月2日には、北緯04度32分 東経104度30分 / 北緯4.533度 東経104.500度の地点で第144号海防艦を撃沈。2月15日、ベスゴは53日間の行動を終えてフリーマントルに帰投。艦長がハーマン・E・ミラー（アナポリス1938年組）に代わった。
3月24日、ベスゴは4回目の哨戒で南シナ海に向かった。4月4日朝、ベスゴはチモール島に向かっていた軽巡洋艦五十鈴、水雷艇雉、掃海艇2隻を発見した。しかし、目標までの距離が遠く攻撃を断念し、代わりに艦隊発見を打電した。2日後の4月6日、ベスゴは南緯08度13分 東経119度14分 / 南緯8.217度 東経119.233度の地点で、チモール島から帰投中の五十鈴以下の艦隊を再び発見。450メートルの至近距離から五十鈴に向けて矢継ぎ早に魚雷を艦首から6本、艦尾から3本発射したが五十鈴には命中せず、護衛の第12号掃海艇に命中。第12号掃海艇は艦体切断の上沈没した。この攻撃の後、ベスゴは魚雷補給のため一旦フリーマントルに引き返し、補給の後再度出撃した。4月23日、ベスゴは南緯04度57分 東経112度52分 / 南緯4.950度 東経112.867度のバウエアン島沖でドイツ潜水艦U-183を発見し、これを撃沈。海に投げ出された士官1名を捕虜とした。4月28日には、南緯05度45分 東経107度30分 / 南緯5.750度 東経107.500度の地点で特設監視艇乙女丸（中村宏次、199トン）を撃沈。
5月20日、ベスゴは54日間の行動を終えてスービック湾に帰投した。
6月13日、ベスゴは5回目の哨戒で南シナ海に向かった。しかし、この頃には日本の主だった艦船はほとんど姿を消しており、病院船と味方潜水艦しか見ず、この哨戒で戦果を挙げることはできなかった。7月25日、ベスゴは42日間の行動を終えてフリーマントルに帰投した。
ベスゴは第二次世界大戦の戦功で4個の、朝鮮戦争の戦功で1個の従軍星章を受章した。

### 戦後
終戦後、ベスゴは8月29日にフリーマントルを出航し、9月26日にカリフォルニア州サンディエゴに到着した。オーバーホールの後、ベスゴは再び中部太平洋に戻り、グアムで作戦活動を行った後1946年5月6日に真珠湾に配属された。その後8年間は真珠湾を拠点として過ごし、この間1947年6月10日から9月21日までと1950年10月31日から51年4月11日までの二度、極東巡航を行った。この際、朝鮮戦争に従事した。ベスゴは1954年8月にサンディエゴに転属となった後、1958年3月21日に退役し、太平洋予備役艦隊入りする。1962年に AGSS-321 （調査潜水艦）へ艦種変更され、1965年6月15日に再就役、1966年にはフリート・シュノーケル改修が行われた。ベスゴは1966年3月31日に再び退役し、イタリア海軍に貸与された。イタリア海軍ではフランチェスコ・モロシニ (Francesco Morosini, S 508) の艦名で活動し、その後アメリカ海軍に返却、1975年11月15日に除籍された。ベスゴは1976年4月16日にスクラップとして売却された。